# شهرستان گنبد کاووس
شهرستان گنبد کاووس یکی از شهرستان‌های استان گلستان ایران است. مرکز این شهرستان، شهر گنبد کاووس است.
این شهرستان در تاریخ ۱ اردیبهشت ۱۳۲۷ از شهرستان گرگان جدا شد و مستقل گردید.
نام پیشین این شهرستان، دشت گرگان بوده که در تاریخ ۲۸ بهمن ۱۳۵۱ به گنبد کاووس تغییرنام پیدا کرد.

## موقعیت جغرافیایی
شهرستان گنبد کاووس از شمال تا غرب با کشور ترکمنستان، از شمال شرقی با شهرستان مراوه‌تپه، از شرق با شهرستان کلاله، از جنوب شرقی با شهرستان‌های گالیکش و مینودشت، از جنوب با شهرستان‌های آزادشهر و رامیان و از جنوب غربی با شهرستان آق‌قلا همسایه است.

## پیشینه
کاوشهای باستان‌شناسی پیشینه تمدن این منطقه را ۵ تا ۶ هزار سال اعلام کرده‌اند. با این تمدن کهن، تاریخی پرفراز و نشیب، آثار و بقایای باستانی فراوان و با دانشمندانی نامدار و اقوامی مقتدر و نجیب، گنبد کاووس جایگاهی رفیع و سهمی ارزشمند در تاریخ و تمدن باشکوه ایران دارد. با ورود اسلام و در سده‌های آغازین آن ایالت هیرکانیا جایگاه ارزشمندی در شکوفایی فرهنگ و تمدن اسلامی داشت. شهرهای جرجان (گنبدکاووس فعلی) از این ایالت مهد دانشمندان بزرگ آن دوران بود. عنصرالمعالی کیکاوس (از آخرین امیران آل زیار و نگارنده کتاب گرانقدر قابوس‌نامه) و عبدالقاهر جرجانی (صاحب تألیفات گرانبها در صرف و نحو و معانی و بیان عربی) در تحول ادبیات فارسی و عربی نقش مهمی داشتند. قابوس‌نامه را، همچنین، مجموعه تمدن اسلام پیش از مغول نام نهاده‌اند.
در علم پزشکی نیز این منطقه سهم عمده‌ای در جهان اسلام داشته به‌گونه‌ای که دو تن از معروفترین پزشکان ایران و جهان، ابوسهل مسیحی و سیداسماعیل (حکیم) جرجانی صاحب دایرةالمعارف ذخیره خوارزمشاهی، از این سرزمین بوده‌اند.
گنبدکاووس در سده‌های اخیر تابع ولایت استرآباد بود. در تقسیمات جدید کشوری که در سال ۱۳۱۶ خورشیدی شکل گرفت، نام استرآباد رسماً به گرگان تغییر یافت و یکی از شهرستان‌های استان مازندران شد. گنبدکاووس نیز مرکز بخش دشت گرگان و از بخش‌های تابعه شهرستان گرگان شد. به تصویب هیئت وزیران در ۲۰ بهمن ۱۳۲۶ دشت گرگان به شهرستان تبدیل شد و شهرستان گنبدکاووس نام گرفت.

## پیشینه نام
گنبد یا گنبد کاووس یا گنبد قابوس که پیشتر جرجان خوانده می‌شد. جرجان (نام سابق گنبد کاووس) نام شهر و شهرستان و نیز نام سرزمینی باستانی در جنوب شرقی دریای مازندران است.

## مردم‌شناسی
ساکنان این شهرستان ترکیبی از فارسی زبانان و ترکمن‌های ایرانی هستند و همچنین مهاجرانی از مناطق دیگر از جمله سیستان و بلوچستان، آذربایجان، کردستان، شاهرود، سمنان و خراسان تشکیل می‌دهند. اکثریت شهرستان سنی مذهب (ترکمن، بلوچ، قزاق، کرد) و اقلیت نیز شیعه (فارسی زبانان و ترک‌ها) هستند.

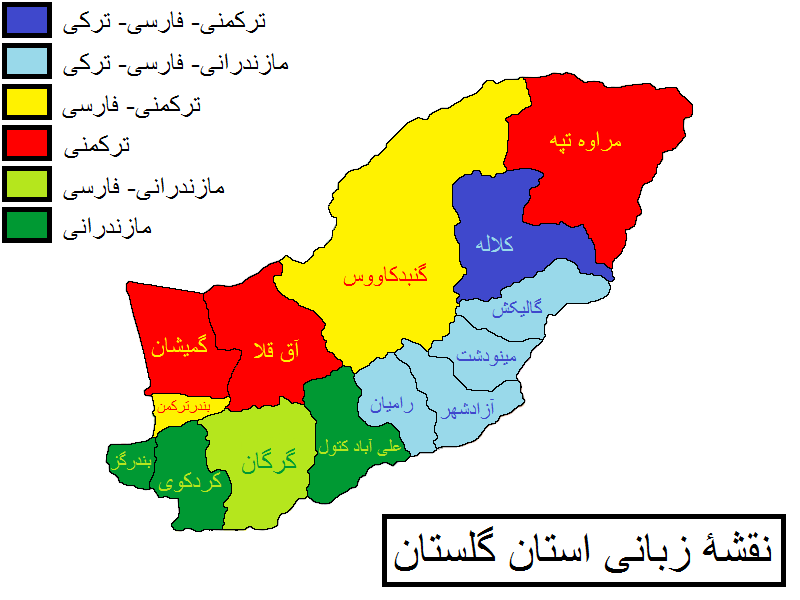
نقشهٔ زبانی استان گلستان

## تقسیمات کشوری
شهرستان گنبد کاووس دارای ۲ بخش، ۶ دهستان و ۳ شهر به شرح زیر است:

### شهرستان گنبد کاووس
| بخش       | مرکز بخش   | جمعیت بخش ۱۳۹۵ | نام دهستان   | مرکز دهستان  | جمعیت دهستان ۱۳۹۵ | شهر            | جمعیت شهر ۱۳۹۵      |
| --------- | ---------- | -------------- | ------------ | ------------ | ----------------- | -------------- | ------------------- |
| مرکزی     | گنبد کاووس | ۳۲۰٬۸۹۴ نفر    | فجر          | فجر          | ۵۲٬۹۲۳ نفر        | گنبد کاووس     | ۱۵۱٬۹۱۰ نفر         |
| مرکزی     | گنبد کاووس | ۳۲۰٬۸۹۴ نفر    | سلطانعلی     | سلطانعلی     | ۴۳٬۴۰۴ نفر        | گنبد کاووس     | ۱۵۱٬۹۱۰ نفر         |
| مرکزی     | گنبد کاووس | ۳۲۰٬۸۹۴ نفر    | آق‌آباد       | آق‌آباد       | ۳۶٬۸۸۶ نفر        | گنبد کاووس     | ۱۵۱٬۹۱۰ نفر         |
| مرکزی     | گنبد کاووس | ۳۲۰٬۸۹۴ نفر    | باغلی ماراما | باغلی ماراما | ۳۵٬۷۷۱ نفر        | گنبد کاووس     | ۱۵۱٬۹۱۰ نفر         |
| داشلی‌برون | اینچه‌برون  | ۲۷٬۱۸۱ نفر     | اترک         | اینچه‌برون    | ۱۵٬۲۴۴ نفر        | کرند اینچه‌برون | ۵٬۶۱۶ نفر ۲٬۴۹۴ نفر |
| داشلی‌برون | اینچه‌برون  | ۲۷٬۱۸۱ نفر     | کرند         | هوتن         | ۳٬۸۲۷ نفر         | کرند اینچه‌برون | ۵٬۶۱۶ نفر ۲٬۴۹۴ نفر |

## جمعیت
بر پایه سرشماری عمومی نفوس و مسکن در سال ۱۳۹۵، جمعیت شهرستان گنبد کاووس برابر با ۳۴۸٬۷۴۴ نفر بوده‌است.